# Dendrobium agusanense
Dendrobium agusanense är en orkidéart som beskrevs av Oakes Ames. Dendrobium agusanense ingår i släktet Dendrobium, och familjen orkidéer. Inga underarter finns listade i Catalogue of Life.